# Kurama-dera
Le Kurama-dera (鞍馬寺) est un temple bouddhique situé à l'extrême nord de Kyoto au Japon qui abrite quelques trésors nationaux. Il est membre de la secte Tendai et subordonné au Shōren-in depuis le XIIe siècle jusqu'en 1949 quand il fonde sa propre entité religieuse. L'objet de culte est ésotérique et unique au temple. Il passe pour avoir été fondé par un disciple de Jianzhen.
Situé en pleine nature isolé à la base du mont Kurama, il est accessible par son propre funiculaire, le funiculaire Kurama-dera.

## Histoire
Le temple est fondé au VIIIe siècle. Ses origines sont historiquement peu claires mais la légende veut que le moine chinois Jianzhen a initié un disciple dans la voie bouddhiste, disciple qui voit en songe en 772 que le mont Kurama possède un pouvoir spirituel et construit un temple ésotérique afin de concentrer et de contrôler ce pouvoir. Le Kurama-dera est incendié à plusieurs reprises tout au long de l'époque médiévale, mais les statues bouddhistes et les trésors qu'il contient ont toujours été sauvés et sont aujourd'hui des trésors nationaux. On pense encore aujourd'hui que les tengu et autres esprits de la montagne vivent dans cette région.
Le temple passe entre trois différentes sectes bouddhistes au cours des siècles. Enfin, dans la période d'après-guerre, l'abbé Kouun Shigaraki fonde sa propre religion et éloigne le temple du Bouddhisme. Ainsi le temple a finalement réussi à se réconcilier avec ses mécènes yamabushi et d'autres non affiliés, les adhérents ésotériques du culte de la montagne.

## Objet du culte
Les objets originaux de culte en vertu des règles Tendai sont  Bishamonten, protecteur du nord, et Kannon au mille bras. Toutefois, une autre statue a été ajoutée à ces deux premières dans la salle de culte, ce qui, explique l'actuelle direction, crée une trinité appelé « Sonten ». Bishamonten représente le Soleil, Kannon représente l'Amour et la troisième statue, le Seigneur défenseur, représente la Puissance, l'ensemble étant les « rois spirituels du monde ». Le Seigneur défenseur vient de Vénus il y a 6,5 millions d'années et a éternellement 16 ans en raison des différences chimiques dans les atmosphères des deux planètes.
Les objets réels de culte sont habituellement dissimulés à la vue, mais les visiteurs peuvent voir des répliques de ces trois images dans le bâtiment principal. La réplique du Seigneur défenseur représente un personnage semblable à l'« immortel taoïste » avec une longue barbe, un gros nez, des ailes et une auréole de feuilles. On pense que les tengu de la région proviennent de ce Seigneur défenseur.

## Tourisme
C'est un temple très populaire auprès des Japonais en raison des nombreux mystères occultes et des événements qui l'entourent, mais qui n'apparaît pas dans la plupart des guides de langue anglaise.

## Yuki-jinja
Il y a un célèbre sanctuaire shinto sur le site du temple, le Yuki-jinja fondé en l'an 940.

## Galerie d'images

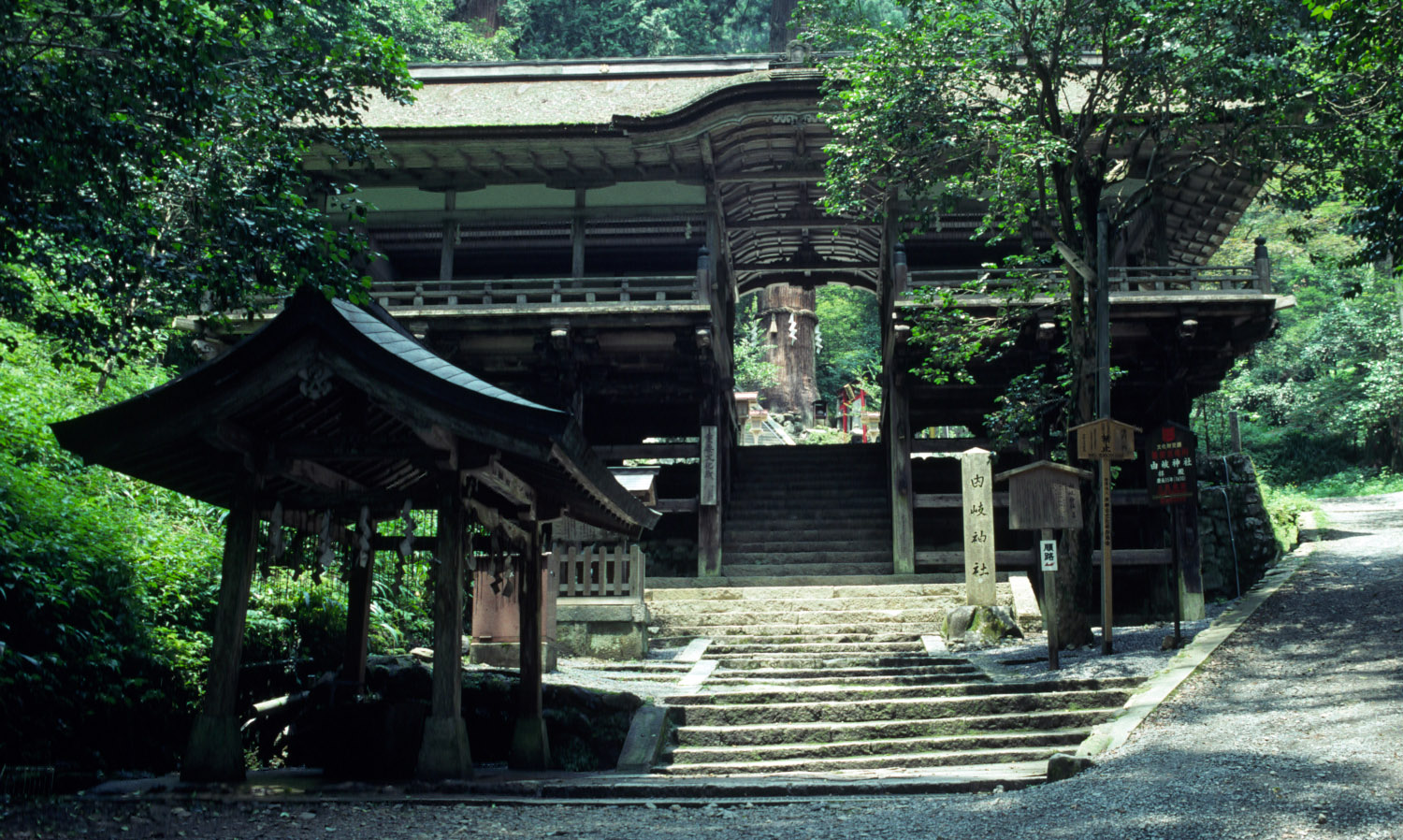
Le Yuki-jinja
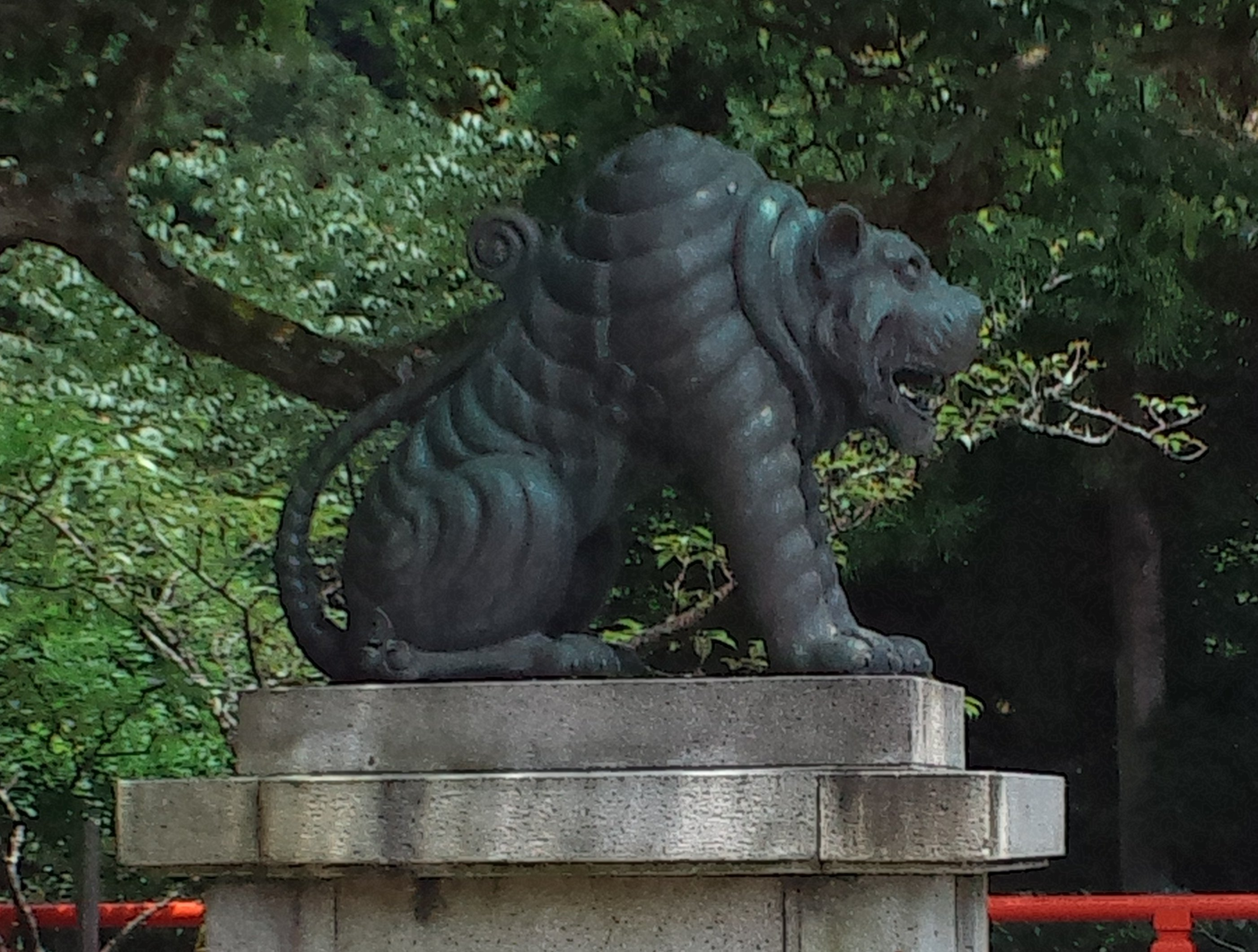
Un tigre devant l'autel principal
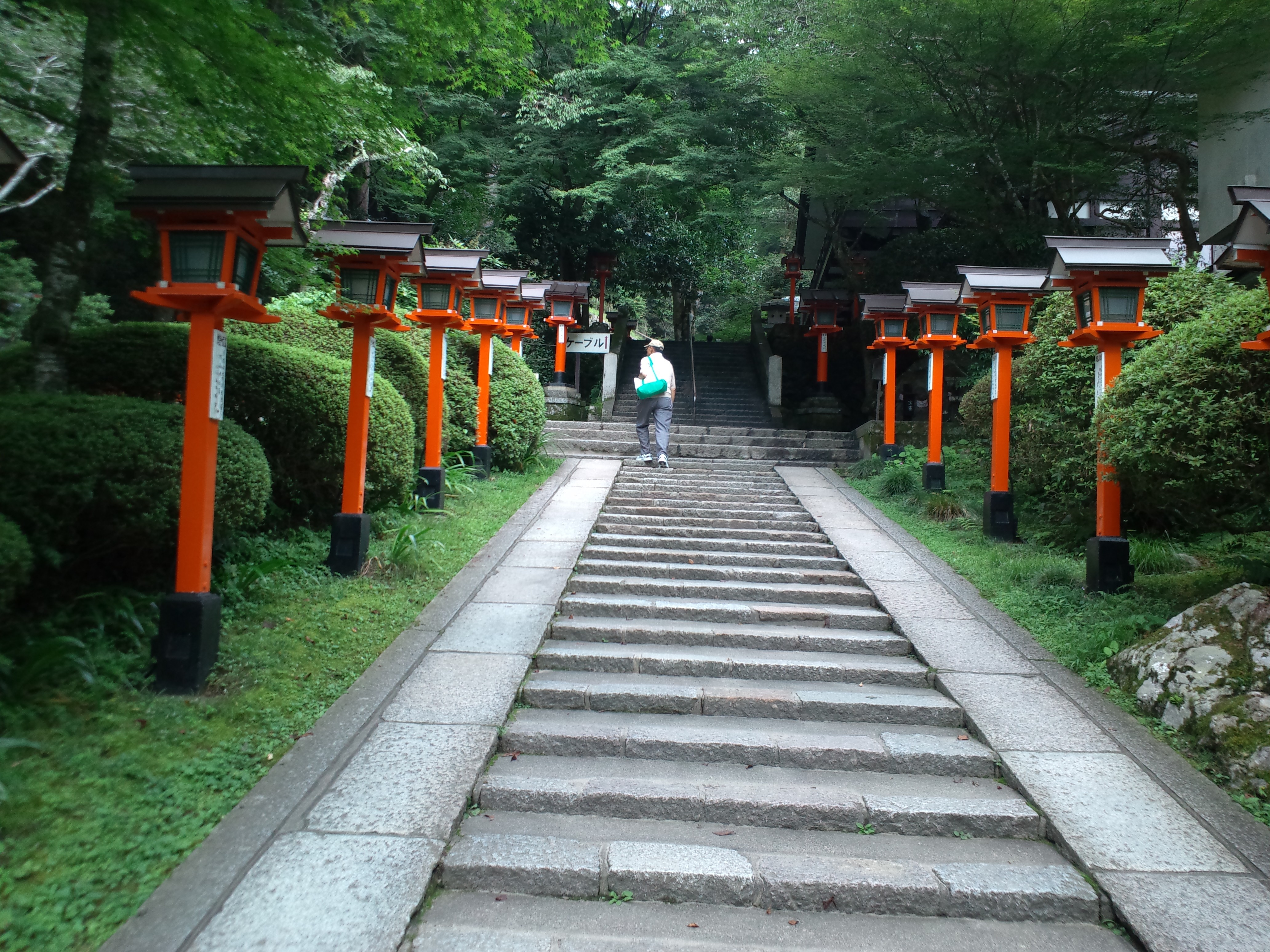
Des lanternes décorent les marches de pierre

## Référence
- (en) Cet article est partiellement ou en totalité issu de l’article de Wikipédia en anglais intitulé « Kurama-dera » (voir la liste des auteurs).